# 2017年バーレーングランプリ
2017年バーレーングランプリ (2017 Bahrain Grand Prix) は、2017年のF1世界選手権第3戦として、2017年4月16日にバーレーン・インターナショナル・サーキットで開催された。
正式名称は「2017 FORMULA 1 GULF AIR BAHRAIN GRAND PRIX」。

## レース前
このレースでピレリが供給するドライタイヤのコンパウンドは、ミディアム、ソフト、スーパーソフトの3種類。決勝ではミディアムかソフトのいずれか1セットの使用が義務付けられ、予選Q3タイヤとしてスーパーソフトが指定された。なお、本戦については2月27日のプレシーズンテスト開始前に選択期限を迎えるため、全ドライバー共通のタイヤセットが供給される（ドライバー側での選択不可）。
レース・オブ・チャンピオンズでの負傷によるトレーニング不足のため、開幕2戦を欠場していたパスカル・ウェーレインがこのレースから復帰。
4月12日、フェルナンド・アロンソがインディ500への参戦を表明。

## フリー走行
開催日時は現地時間 (UTC+3、以下同じ）。

### 1回目
2017年4月14日 14:00
気温36℃、路面温度46℃、快晴のドライコンディション。砂漠の中にあるサーキットであることと、予選や決勝の開始時間と異なる時間帯に行われるセッションであるため、各チームとも周回数は抑え気味であった中、メルセデスはルイス・ハミルトンが最多の28周、バルテリ・ボッタスがハミルトンに続く27周を走行した。セッション序盤にキミ・ライコネンのマシンから白煙が上がりスローダウン。ターボのオーバーヒートが原因だった。1時間余り経過した時、ストフェル・バンドーンがMGU-Hの不具合でストップした。終了8分前にフェリペ・マッサがブレーキのトラブルでスピンを喫している。トップタイムはセバスチャン・ベッテル(1:32.697)。

### 2回目
2017年4月14日 18:00
気温33℃、路面温度34℃。バンドーンはパワーユニット交換のためセッション開始には間に合わず、開始から42分経過してようやくコースインできたが、このセッションでもMGU-Hの不具合で満足に走行できず、翌日に向けて再びMGU-Hを交換している。同じくエンジントラブルでFP1を終えたライコネンはエンジン（ICE）、ターボ、MGU-Hを交換した。
このセッションではメルセデス勢も本気の走りを見せ、フェラーリ勢とトップタイムを出し合った。開始16分、カルロス・サインツのマシンから白煙が出てターン11でストップ。49分、ベッテルのマシンが電源を失いストップし、マーシャルに押されピットに戻ったが程なくコースに復帰している。トラブルは発生したものの、このセッションでもベッテルがトップタイム(1:31.310)を出している。なお、ボッタスのマシンから落下したTウィングがマックス・フェルスタッペンのマシンにヒットし、フロアに大きなダメージを負ったためマシンの修復が必要となり、フェルスタッペンは貴重な走行時間を失っている。

### 3回目
2017年4月15日 15:00
気温34℃、路面36℃、ドライコンディション。残り20分となったところでロマン・グロージャンがクラッシュし赤旗中断。一度はマシンをコース上に止めたが、自走してピットに戻っている。上位陣はセッション終了間際までアタックラップを行わずそれぞれの走行プログラムを行うにとどまった。トップタイムはフェルスタッペンが記録した(1:32.194)。

## 予選
2017年4月15日 18:00
ボッタスが81戦目でF1キャリア初のポールポジションを獲得した（F1史上98人目）。開幕から2戦連続ポールポジションだったハミルトンは2位に終わったが、メルセデスが今シーズン初のフロントロー独占となった。

### 経過
Q1
気温29度、路面温度31度、ドライコンディション。メルセデスとフェラーリの各2台はソフト、他のチームはスーパーソフトでQ1に臨んだ。終了直前にカルロス・サインツが「ノーパワー！」と無線で訴え、マシンを最終コーナー手前に止めた。このためダブルイエローが出され、セルジオ・ペレスがタイムを出せずQ1敗退となった。トップタイムはハミルトン。
Q2
全車スーパーソフトを使用。上位勢はこれが明日のスタートタイヤになるため、無理なアタックを行わずQ3に進出した。ルノーが前年のワークス・チーム復活以来初めて2台ともQ3進出を決め、逆にトロ・ロッソは今シーズン初めて2台ともQ3進出を逃した。アロンソはフリー走行でのバンドーン同様、MGU-HのトラブルでQ2を走行できず、予選後にパワーユニットを交換した。トップタイムはQ1に続きハミルトン。
Q3
1回目のアタックでハミルトンが1分28秒792をたたき出しトップに立ち、ボッタスが0.052秒差で続く。フェラーリはベッテルがハミルトンに0.4秒遅れ、ライコネンは同じく0.9秒遅れとなりメルセデスに歯が立たない。2回目のアタックでボッタスがハミルトンを0.023秒上回る。ハミルトンはタイムを更新できず2位に終わり、ボッタスが初のポールポジションを獲得、メルセデスは今シーズン初のフロントロー独占となった。フェラーリはベッテルが3位、ライコネンはダニエル・リカルドにも遅れを取り5位に終わった。
予選終了までグリッド降格ペナルティが科されるケースは1件もなく、予選順位のままスターティンググリッドが確定した。

### 結果
| Pos.                | No. | ドライバー                 | コンストラクター                | Q1       | Q2       | Q3       | Grid |
| ------------------- | --- | -------------------------- | ------------------------------- | -------- | -------- | -------- | ---- |
| 1                   | 77  | バルテリ・ボッタス         | メルセデス                      | 1:31.041 | 1:29.555 | 1:28.769 | 1    |
| 2                   | 44  | ルイス・ハミルトン         | メルセデス                      | 1:30.814 | 1:29.535 | 1:28.792 | 2    |
| 3                   | 5   | セバスチャン・ベッテル     | フェラーリ                      | 1:31.037 | 1:29.596 | 1:29.247 | 3    |
| 4                   | 3   | ダニエル・リカルド         | レッドブル-タグ・ホイヤー       | 1:31.667 | 1:30.497 | 1:29.545 | 4    |
| 5                   | 7   | キミ・ライコネン           | フェラーリ                      | 1:30.988 | 1:29.843 | 1:29.567 | 5    |
| 6                   | 33  | マックス・フェルスタッペン | レッドブル-タグ・ホイヤー       | 1:30.904 | 1:30.307 | 1:29.687 | 6    |
| 7                   | 27  | ニコ・ヒュルケンベルグ     | ルノー                          | 1:31.057 | 1:30.169 | 1:29.842 | 7    |
| 8                   | 19  | フェリペ・マッサ           | ウィリアムズ-メルセデス         | 1:31.373 | 1:30.677 | 1:30.074 | 8    |
| 9                   | 8   | ロマン・グロージャン       | ハース-フェラーリ               | 1:31.691 | 1:30.857 | 1:30.763 | 9    |
| 10                  | 30  | ジョリオン・パーマー       | ルノー                          | 1:31.458 | 1:30.899 | 1:31.074 | 10   |
| 11                  | 26  | ダニール・クビアト         | トロ・ロッソ                    | 1:31.531 | 1:30.923 |          | 11   |
| 12                  | 18  | ランス・ストロール         | ウィリアムズ-メルセデス         | 1:31.748 | 1:31.168 |          | 12   |
| 13                  | 94  | パスカル・ウェーレイン     | ザウバー-フェラーリ             | 1:31.995 | 1:31.414 |          | 13   |
| 14                  | 31  | エステバン・オコン         | フォース・インディア-メルセデス | 1:31.774 | 1:31.684 |          | 14   |
| 15                  | 14  | フェルナンド・アロンソ     | マクラーレン-ホンダ             | 1:32.054 | no time  |          | 15   |
| 16                  | 55  | カルロス・サインツ         | トロ・ロッソ                    | 1:32.118 |          |          | 16   |
| 17                  | 2   | ストフェル・バンドーン     | マクラーレン-ホンダ             | 1:32.313 |          |          | 17   |
| 18                  | 11  | セルジオ・ペレス           | フォース・インディア-メルセデス | 1:32.318 |          |          | 18   |
| 19                  | 9   | マーカス・エリクソン       | ザウバー-フェラーリ             | 1:32.543 |          |          | 19   |
| 20                  | 20  | ケビン・マグヌッセン       | ハース-フェラーリ               | 1:32.900 |          |          | 20   |
| 107% time: 1:37.170 |     |                            |                                 |          |          |          |      |
| ソース              |     |                            |                                 |          |          |          |      |

## 決勝
2017年4月16日 18:00
ベッテルが今シーズン2勝目を飾った。

### 展開
スタートを前にバンドーンのパワーユニットにトラブルが発生し修復作業を試みたが、スタートに間に合わず決勝出走を見合わせることになった。原因はMGU-Hの水漏れだった。
スタートでベッテルがハミルトンを抜き2位へ浮上。ライコネンは7位に順位を落とした。フェルスタッペンがリカルドをパスし、ハミルトンのすぐ背後に付けた。ダニール・クビアトはコース外に追いやられ後方に沈んでいく。
ボッタスはベッテル以下を引き離すことができず、ハミルトン、フェルスタッペン、リカルドの5台が等間隔で並ぶ。ライコネンは8周目にようやくフェリペ・マッサをパスして6位に戻す。
11周目、ベッテルが上位勢で最初にタイヤ交換し、アンダーカットを狙う。次の12周目にフェルスタッペンもタイヤ交換を終えるが、ブレーキトラブルでリタイアした。その直後にサインツとストロールが接触、ストロールはコース上にマシンを止めたためセーフティカーが導入された。ベッテル以外の上位勢もこのタイミングでタイヤ交換を行うことになったが、メルセデス勢はダブルピットインとなってしまい、ハミルトンはロスタイムを防ぐためにゆっくりとピットイン。これが審議対象となり、5秒のタイムペナルティが科された。さらに同じタイミングでタイヤ交換したリカルドにも先を越され4位に後退する。これにより、ベッテルが先頭に躍り出た。
17周目にレース再開、ハミルトンはリカルドをパスして3位に戻す。ボッタスはベッテルに仕掛けたが、ベッテルはトップをキープ。リカルドはマッサとライコネンにもパスされた。ベッテルはボッタスとの差を徐々に広げていく。
27周目にハミルトンがボッタスをパスし、ベッテルとの差を徐々に縮めていく。ボッタスはスーパーソフトタイヤのオーバーヒートに苦しみ、30周目にソフトタイヤへ交換した。ベッテルは33周目にソフトタイヤに交換、ボッタスより前でコースに復帰し、さらにペースを上げていく。
42周目、ハミルトンが2度目のタイヤ交換。ここで5秒ペナルティを消化して3位でコースに復帰した。ハミルトンもペースを上げ、47周目にボッタスをパスし2位に浮上。トップを快走するベッテルへの追撃体制がようやく整い、ベッテルより1秒近く速いペースで差を詰めていく。しかし、ベッテルも周回遅れをパスしつつギャップコントロールを行い、レース終了までに追いつくのは難しい状態となった。結局このままベッテルがトップでチェッカーを受け今シーズン2勝目、フェラーリは7年ぶりにバーレーンGPを制した。
度重なるパワーユニットのトラブルに振り回されたマクラーレンだったが、レース終盤にもアロンソのパワーユニットにトラブルが発生し、チェッカーを受けられずピットへ戻った（14位完走扱い）。

### 結果
| Pos.   | No. | ドライバー                 | コンストラクター                | 周回数 | タイム/リタイア    | Grid | Pts. |
| ------ | --- | -------------------------- | ------------------------------- | ------ | ------------------ | ---- | ---- |
| 1      | 5   | セバスチャン・ベッテル     | フェラーリ                      | 57     | 1:33:53.374        | 3    | 25   |
| 2      | 44  | ルイス・ハミルトン         | メルセデス                      | 57     | +6.660 1           | 2    | 18   |
| 3      | 77  | バルテリ・ボッタス         | メルセデス                      | 57     | +20.397            | 1    | 15   |
| 4      | 7   | キミ・ライコネン           | フェラーリ                      | 57     | +22.475            | 5    | 12   |
| 5      | 3   | ダニエル・リカルド         | レッドブル-タグ・ホイヤー       | 57     | +39.346            | 4    | 10   |
| 6      | 19  | フェリペ・マッサ           | ウィリアムズ-メルセデス         | 57     | +54.326            | 8    | 8    |
| 7      | 11  | セルジオ・ペレス           | フォース・インディア-メルセデス | 57     | +1:02.606          | 18   | 6    |
| 8      | 8   | ロマン・グロージャン       | ハース-フェラーリ               | 57     | +1:14.865          | 9    | 4    |
| 9      | 27  | ニコ・ヒュルケンベルグ     | ルノー                          | 57     | +1:20.188          | 7    | 2    |
| 10     | 31  | エステバン・オコン         | フォース・インディア-メルセデス | 57     | +1:35.711          | 14   | 1    |
| 11     | 94  | パスカル・ウェーレイン     | ザウバー-フェラーリ             | 56     | +1 Lap             | 13   |      |
| 12     | 26  | ダニール・クビアト         | トロ・ロッソ                    | 56     | +1 Lap             | 11   |      |
| 13     | 30  | ジョリオン・パーマー       | ルノー                          | 56     | +1 Lap             | 10   |      |
| 14†    | 14  | フェルナンド・アロンソ     | マクラーレン-ホンダ             | 54     | パワーユニット     | 15   |      |
| Ret    | 9   | マーカス・エリクソン       | ザウバー-フェラーリ             | 50     | ギアボックス       | 19   |      |
| Ret    | 55  | カルロス・サインツ         | トロ・ロッソ                    | 12     | ストロールと接触 2 | 16   |      |
| Ret    | 18  | ランス・ストロール         | ウィリアムズ-メルセデス         | 12     | サインツと接触     | 12   |      |
| Ret    | 33  | マックス・フェルスタッペン | レッドブル-タグ・ホイヤー       | 11     | ブレーキ           | 6    |      |
| Ret    | 20  | ケビン・マグヌッセン       | ハース-フェラーリ               | 8      | パワーロス         | 20   |      |
| DNS    | 2   | ストフェル・バンドーン     | マクラーレン-ホンダ             | -      | パワーユニット     | - 3  |      |
| ソース |     |                            |                                 |        |                    |      |      |

ファステストラップ
- ルイス・ハミルトン（メルセデス） 1:32.798 (46周目)

ラップリーダー
- バルテリ・ボッタス (Lap 1-13)
- セバスチャン・ベッテル (Lap 14-33, 42-57)
- ルイス・ハミルトン (Lap 34-41)

追記
- † 印はリタイアだが、90%以上の距離を走行したため規定により完走扱い
- ^1 - ハミルトンはピット入口で必要以上のスローダウンをしたため、5秒のタイムペナルティ（その後のピットインで消化）とペナルティポイント2点が科された[28][29]
- ^2 - サインツはストロールとの接触を引き起こしたため、次戦ロシアGPで3グリッド降格ペナルティとペナルティポイント2点が科された[30][31]
- ^3 - バンドーンは17番グリッドからスタートする予定だったが、パワーユニットのトラブルのため決勝出走を取りやめた[23]

## 第3戦終了時点のランキング
|   | 順位 | ドライバー                 | ポイント |
| - | ---- | -------------------------- | -------- |
|   | 1    | セバスチャン・ベッテル     | 68       |
| 1 | 2    | ルイス・ハミルトン         | 61       |
| 1 | 3    | バルテリ・ボッタス         | 38       |
| 1 | 4    | キミ・ライコネン           | 34       |
| 2 | 5    | マックス・フェルスタッペン | 25       |

|   | 順位 | コンストラクター                | ポイント |
| - | ---- | ------------------------------- | -------- |
| 1 | 1    | フェラーリ                      | 102      |
| 1 | 2    | メルセデス                      | 99       |
|   | 3    | レッドブル-タグ・ホイヤー       | 47       |
| 1 | 4    | フォース・インディア-メルセデス | 17       |
| 1 | 5    | ウィリアムズ-メルセデス         | 16       |

- 注：ドライバー、コンストラクター共にトップ5のみ表示。